# 克鲁农哈卡

克鲁农哈卡区在赫尔辛基地图上的位置

克鲁农哈卡（芬蘭語：Kruununhaka）是芬兰首都赫尔辛基的第一号市区。该市区内有7200名居民（2014年1月1日）及7100个工作岗位（2012年12月31日）。
克鲁农哈卡区的中心区域为元老院廣場周边的帝政风格建筑以及北埃斯普拉纳迪街和亚历山大街之间的街区。该市区内有很多国家机关，例如：赫尔辛基主教座堂、芬兰总统府、政府宮、赫尔辛基市政厅、芬兰银行及骑士宫等。此外还有一些名声显赫的律师楼和赫尔辛基大学的多个院系。

## 图集

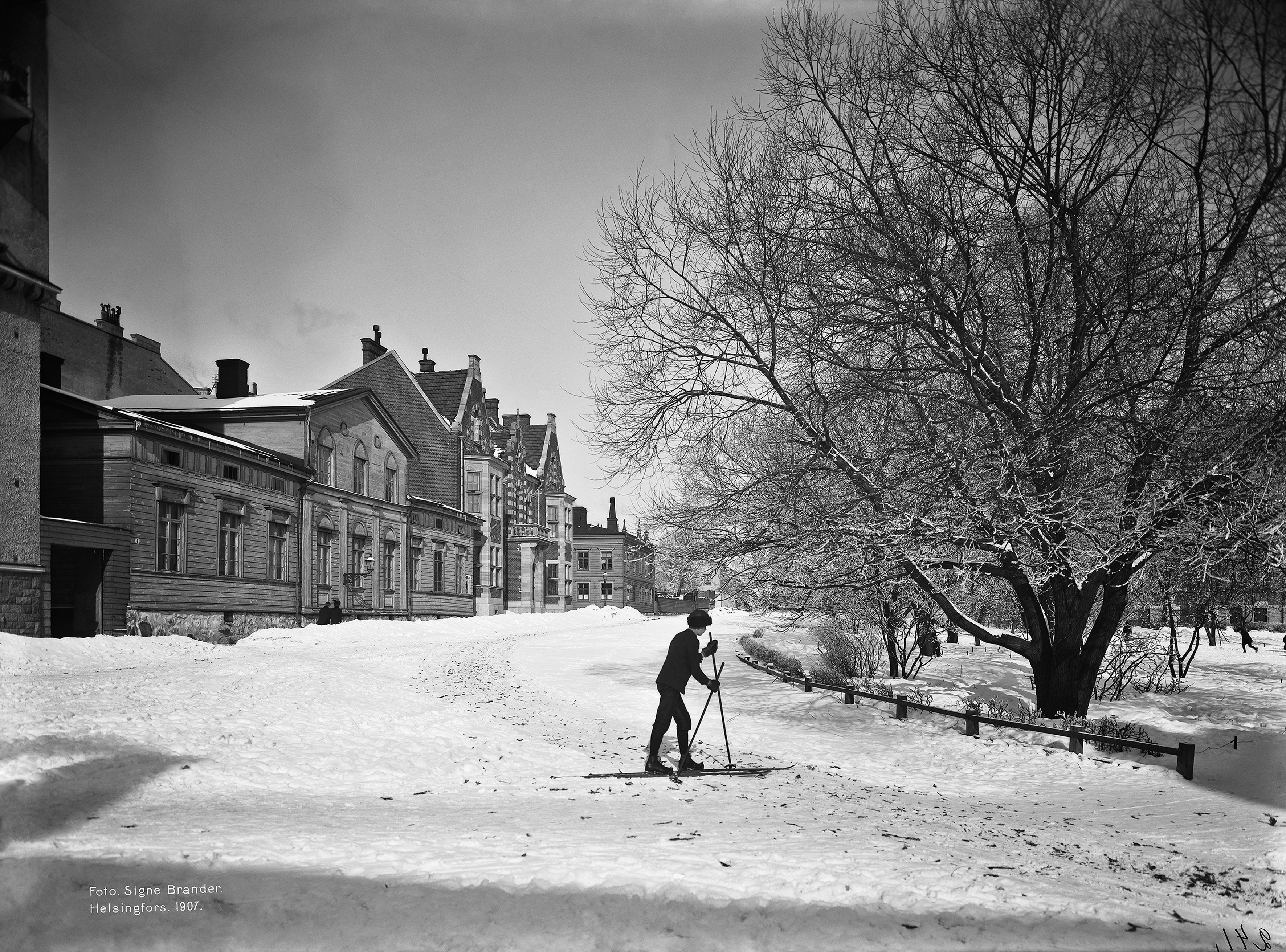
摄于1907年的克鲁农哈卡区街景
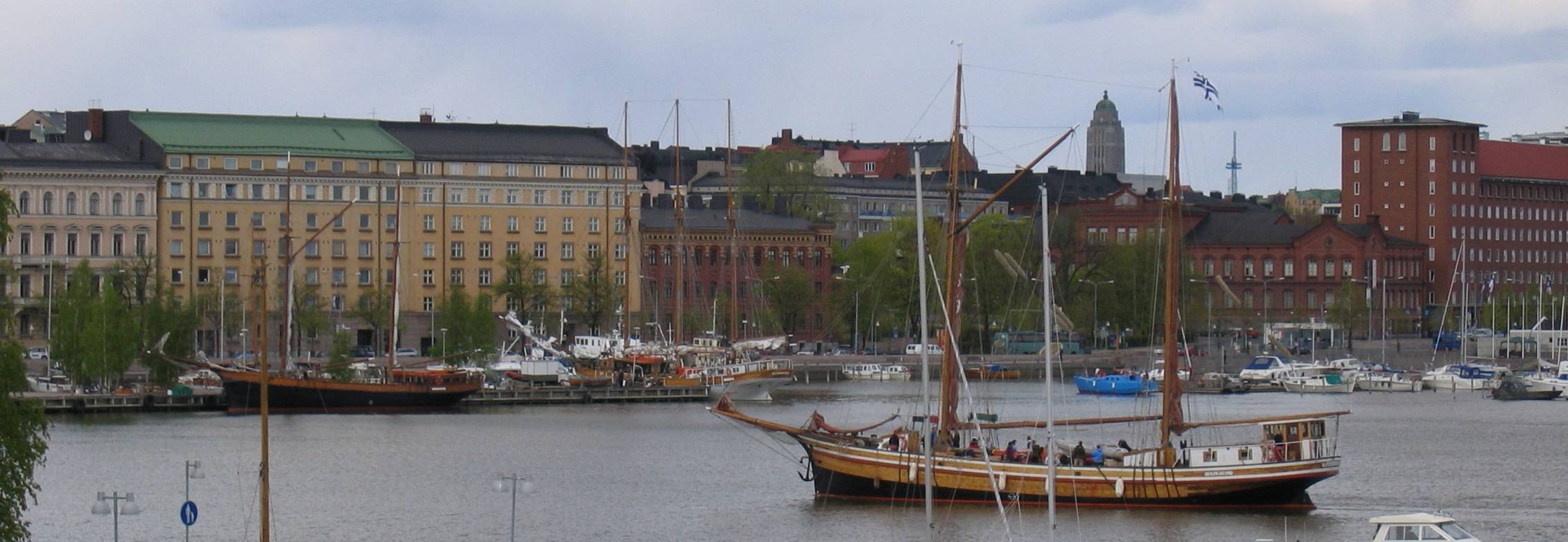
从卡塔亚诺卡区眺望克鲁农哈卡区
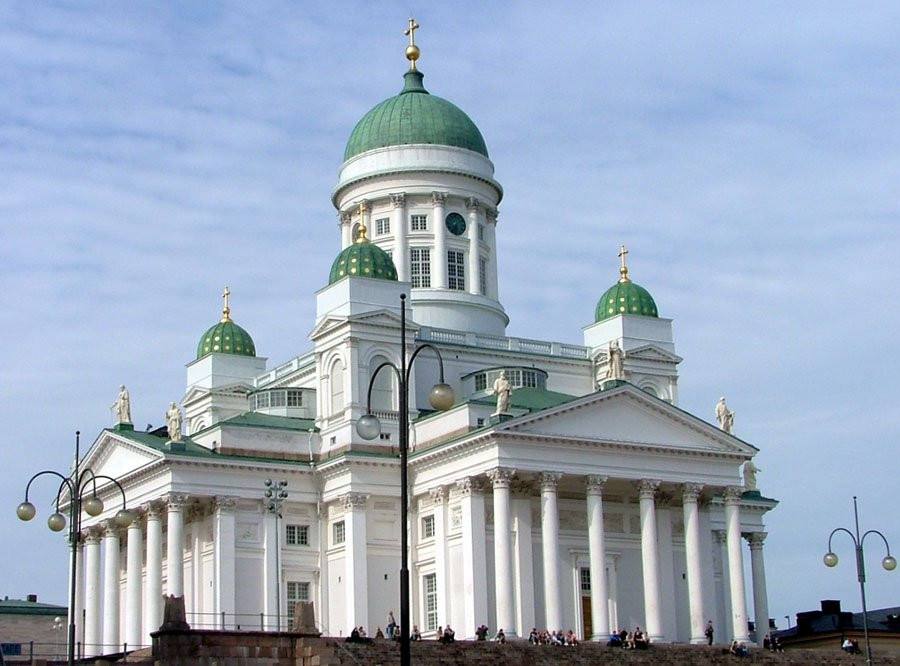
赫尔辛基主教座堂
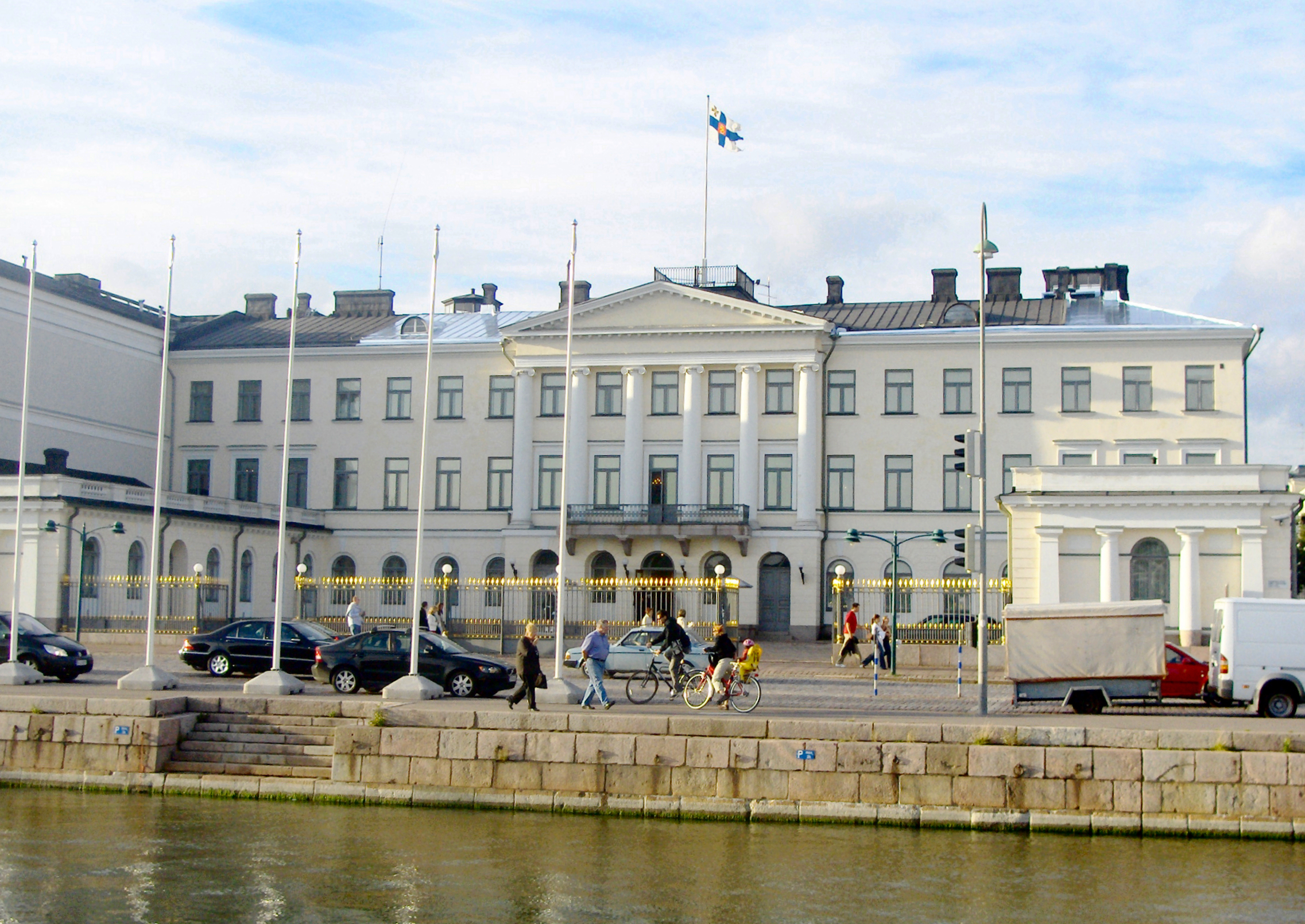
芬兰总统府